# Moratalla
Moratalla – gmina w Hiszpanii, w prowincji Murcja, w Murcji, o powierzchni 954,82 km². W 2011 roku gmina liczyła 8290 mieszkańców.